# 闵贡 (都亭侯)
闵贡（?—?），东汉末年河南中部掾。因十常侍之宮乱中救驾有功，进郎中，封都亭侯。

## 生平
闵贡担任河南中部掾。189年八月廿七日，张让、段珪等带着少帝刘辩、陈留王刘协等数十人步行出门。夜里，到达小平津。皇帝所用六玺没有随身带上，没有公卿跟随，只有闵贡和尚书卢植在夜里到达黄河岸边。闵贡厉声斥责张让等人：“你们如今还不快死，我就要来杀你们！”于是用手中的剑砍死数名宦官，张让向少帝叩头辞别说：“我们死了，请陛下自己保重！”于是投河而死。闵贡扶着少帝与陈留王刘协，在夜里追着萤火虫的微光徒步向南走，想回到宫中。走了几里地，得到百姓家一辆板车，大家一齐上车，到达洛舍歇息。八月廿八日，找到马匹，少帝独自骑一匹，陈留王刘协和闵贡合骑一匹，从洛舍向南走，董卓与大臣们一齐到北芒阪下奉迎少帝。闵贡因救驾有功，进郎中，封都亭侯。

## 演義
十常侍之乱中张让、段珪劫拥少帝及陈留王，冒烟突火，连夜奔走至北邙山。约二更时分，后面喊声大举，人马赶至；当前河南中部掾吏闵贡，大呼“逆贼休走！”张让见事急，遂投河而死。帝与陈留王未知虚实，不敢高声，伏于河边乱草之内。军马四散去赶，不知帝之所在。